# Chelonus basalis
Chelonus basalis är en stekelart som beskrevs av Curtis 1837. Chelonus basalis ingår i släktet Chelonus och familjen bracksteklar. Arten är reproducerande i Sverige. Inga underarter finns listade i Catalogue of Life.